# МиГ-1
МиГ-1 (он же «истребитель двухсотый» И-200, «X», «изделие 61») — советский скоростной истребитель.

## Проектирование самолёта
Опытно-конструкторское бюро Государственного авиационного завода № 1 было образовано по приказу Наркомата авиационной промышленности № 418сс от 4 октября 1938 года, путем перевода КБ конструктора Н. Н. Поликарпова с завода № 156 на завод № 1, и из четырех имевшихся на заводе КБ было организовано единое КБ под руководством  гл. конструктора Поликарпова. Вновь образованное КБ завода № 1 занималось доводкой самолёта И-153, и проектными работами по самолётам И-180, И-185, ДИТ, СПБ, И-195, И-200.
В октябре 1939 года на совещании у И. В. Сталина было принято решение на уровне Правительства СССР, о выделении из состава Поликарповского ОКБ ГАЗ № 1 группы молодых конструкторов для организации отдельного КБ, которое должно было довести проект нового высотного истребителя с мотором жидкостного охлаждения до производства, при этом Поликарпов продолжал заниматься доводкой своих новых самолётов с моторами воздушного охлаждения (И-180, И-185). По приказу НКАП № 401 от 8.12.1939 года «для создания большей четкости в работе опытного производства..., подготовки новых машин в серию и постройки первых серий...» в помещении бывшего 8-го отдела ЦАГИ был  организован опытный цех завода для выполнения программы по опытному строительству двух новых высотных истребителей и модификаций по ним. Кроме того, предписывалось гл. конструктору завода № 1 усилить и укомплектовать в составе ОКБ завода № 1 КБ № 1 по маневренным истребителям, с сохранением подчинения его гл. конструктору завода. Начальником КБ-1 был назначен зам. гл. конструктора завода № 1 по маневренным истребителям А. И. Микоян.
Одновременно по приказу директора завода № 1 от 8. 12.1939 г. на заводе из части ОКБ Поликарпова и СКБ завода (Поликарпов в это время был в командировке в Германии) был образован Опытно-конструкторский отдел (далее ОКБ-1) для реализации «проекта № 61» нового высотного истребителя И-200. Из состава ОКБ Поликарпова в ОКО было переведено 60 специалистов.
Так как новый самолёт предназначался для использования в качестве скоростного истребителя, особое внимание было уделено выбору наилучших аэродинамических форм и обеспечению чистоты отделки внешних поверхностей, что в сочетании с мощным мотором должно было обеспечить довольно высокие лётные характеристики: максимальную скорость 670 км/ч на высоте 7000 м; набор высоты 5000 м за 4,6 мин, 7000 м за 6,8 мин; дальность полёта 784 км. В перегрузочном варианте с бомбами самолёт можно было применять как штурмовик, а с подвесными баками — как истребитель сопровождения.
Ещё 8 декабря эскизный проект истребителя И-200 был готов, и с докладной запиской, подписаннойВ. А. Ромодиным, его направили Наркому авиационной промышленности, начальникам Управления Военно-воздушных сил, в НИИ ВВС и в 11-е Главное управление НКАП.
25 декабря 1939 года был рассмотрен и утверждён макет самолёта, а уже на следующий день приступили к разработке и изготовлению рабочих чертежей. Для ускорения процесса подготовки производства к работе конструкторов подключили технологов, производственников и всех других работников, связанных с запуском чертежей в серию. Люди работали по полторы-две смены, даже в выходные дни.
Полученные результаты продувки модели давали основания убедиться в правильности предварительного аэродинамического расчёта и расчёта устойчивости. В утверждённом 2 января 1940 г. заключении ЦАГИ по эскизному проекту самолёта И-200 отмечалось, что «проект самолёта И-200 АМ-37 с точки зрения аэродинамики является, безусловно, полноценным».
Совместная работа специалистов завода № 1 с конструкторским коллективом опытно-конструкторского отдела по выпуску опытных образцов самолёта И-200 с одновременной подготовкой к серийному производству была одобрена 25 февраля 1940 года.
Первый полёт опытного самолёта был выполнен 5 апреля 1940 года. В ОКБ Поликарпова возвращена часть конструкторов, в связи с окончанием проектных работ по И-200. По приказу НКАП от 31.05.1940 г. самолёт запущен в серию под обозначением «МиГ-1», с планом выпуска в 1940 году — 125 машин.

## Производство опытных моделей

### Прототип МиГ-1 И-200 № 1
Первый лётный экземпляр истребителя И-200 был закончен в производстве и передан на заводские испытания 31 марта 1940 г. Ответственными за их проведение назначили ведущего инженера по самолёту А. Г. Брунова, старейшего лётчика-испытателя завода № 1 А. Н. Екатова и двух дублеров — лётчиков полковника М. И. Марцелюка (от военного представительства) и майора М. Н. Якушина (от лётной инспекции ВВС). 5 апреля 1940 г. лётчик-испытатель А. Н. Екатов впервые поднял И-200 № 01 в воздух.

### Прототип МиГ-1 И-200 № 2
Постройку второго опытного экземпляра И-200 № 02 закончили 25 апреля и передали на испытания. Первый полёт на нём 9 мая совершил М. Н. Якушин. 13 мая на третьей машине начались наземные испытания стрелкового вооружения с работающим мотором и штатными синхронизаторами, однако полностью самолёт собрали лишь к 1 июня 1940.

### Прототип МиГ-1 И-200 № 3
И-200 № 3 несколько отличался от своих предшественников — он имел металлические консоли крыла, а вместо факелодержателей НГ-12 установили посадочную фару ФС-155. 6 июня М. И. Марцелюк совершил на нём первый вылет. Не дожидаясь окончания заводских испытаний, решением Государственного комитета обороны № 224 от 25 мая и приказом НКАП № 245 от 31 мая 1940 года истребитель И-200 был официально запущен в серийное производство на заводе № 1 имени Авиахима.

## Испытания
В ходе заводских испытаний И-200 показал требуемые скоростные данные. 24 мая 1940 г. на И-200 № 01 А. Н. Екатов достиг скорости 648,5 км/ч на высоте 6900 м, причём, на номинальном режиме работы мотора, а 5 августа М. Н. Якушин на И-200 № 02 развил скорость 651 км/ч на высоте 7000 м, также на номинальной мощности. На максимальном режиме были сняты только две точки — на высоте 2220 м — 579 км/ч и на высоте 3630 м — 605 км/ч. На высоту 5000 м самолёт поднялся за 5,1 мин, а ещё через 2,05 мин он был уже на 7000 м.

## Недостатки истребителя МиГ-1
Фонарь, открывающийся на опытных самолётах вбок и принятый макетной комиссией, в эксплуатации оказался неудобным. Форточки не обеспечивали достаточной вентиляции кабины, а открыть фонарь в полёте было невозможно. Поэтому на серийных машинах центральную створку сделали сдвигающейся назад. Увеличили плоские грани козырька, так как его сферическая форма вносила большие искажения, затрудняя тем самым управление самолётом. Чтобы уменьшить температуру внутри кабины, предусмотрели дополнительную вентиляцию. Для удобства обслуживания приборную доску сделали с откидным щитком. Также пришлось расширить колодцы для уборки колес, чтобы пневматики не тёрлись об их стенки.

## Общие сведения
18 августа 1940 года в Тушине на параде, посвящённом Дню авиации, машину впервые показали широкой публике.
Всего в 1940 году было построено сто истребителей МиГ-1. Название «МиГ-1» истребителю И-200 было присвоено приказом НКАП № 704 от 9 декабря 1940 г. В приказе указывалось, что название должно образовываться из первых букв фамилий главных конструкторов (А. И. Микоян и М. И. Гуревич) и, для истребителей, нечетного номера начиная с единицы (первый истребитель).
В начале 1941 года новые боевые машины начали поступать в лётные строевые части. К 22 февраля из числа изготовленных МиГ-1 в части Военно-воздушных сил РККА было отправлено 89 самолётов — 74 облётанных и 15 необлётанных.
К этому времени на Государственном авиазаводе № 1 оставалось 11 машин, в том числе: три на лётной станции, готовых к отправке, три — облётанных и упакованных в ящики, один — в стадии отделки. Один готовили к облёту и три — на различных испытаниях.
Первыми истребитель МиГ-1 получили 31-й ИАП (базирование в г. Ковно), 41-й ИАП (базирование в г. Белостоке), Прибалтийский и Западный ОсобВО.

## Истребитель МиГ-1 с двигателем АМ-37
В конце 1940 года для доводки мотора AM-37 в лётных условиях им оснастили опытный экземпляр истребителя И-200 № 02. Для охлаждения воздуха, поступающего в нагнетатель из карбюратора, на самолёте установили воздушно-водяной радиатор, а для охлаждения воды этого радиатора на месте, где раньше стояли маслорадиаторы, установили два серийных девятидюймовых водорадиатора. Также на самолёте установили винт изменяемого шага ВИШ-61АП.
Первый вылет с новым мотором состоялся 6 января 1941 года, самолёт пилотировал лётчик-испытатель А. И. Жуков. В ходе заводских испытаний выявилась грубая работа мотора на высотах выше 4000 м и тряска при сбавлении газа на средних режимах.
26 апреля 1941 года самолёт передали на Государственный авиазавод № 24 для отработки мотора. Однако завершить испытания и доводку двигателя АМ-37 на И-200 № 02 не удалось, так как 7 мая лётчик-испытатель И. Т. Иващенко после выполнения полётного задания на посадке потерпел аварию из-за отказа мотора. Дальнейшая отработка винтомоторной группы с двигателем АМ-37 проходила на истребителе «Микоян и Гуревич третий» МиГ-3.
Устранение выявленных на испытаниях прототипа И-200 недостатков привело к появлению модифицированного самолёта, получившего название МиГ-3 и сменившего в серийном производстве МиГ-1 в декабре 1940 года.

## Конструкция
Фюзеляж — смешанной конструкции. Технологически состоял из трех отсеков: носовой, средний и хвостовой. Средний и носовой отсеки представляли собой пространственную сварную ферму из хромансилевых труб и покрытые листами дюраля. Хвостовой отсек полумонокок, который имел дополнительные крепления из деревянных стрингеров и шпангоутов. Хвостовой отсек к ферме среднего отсека крепился в четырех точках и был выклеен из шпона заодно с килем из бакелитовой фанеры и сосны. Дополнительно он оклеивался тканью на аэролаке.
Крыло — состоит из центроплана и двух отъёмных консолей. Центроплан цельнометаллический, съемный, пристыковывался к ферме фюзеляжа на болтах. Силовой набор центроплана — три лонжерона и десять нервюр. Консоли крыла деревянные. Каркас консолей состоял из главного лонжерона, двух усиленных стрингеров и пятнадцати нервюр, материал дельта-древесина и сосна. Обшивка пятислойная бакелитовая фанера, оклеенная маркизетом. Консоли крепились к центроплану в трех точках.
Применение деревянных консолей было вынуждено, из-за нехватки металла в стране, а это приводило к увеличению массы и меньшей надежности крыла.
Механизация крыла — щитки-закрылки и элероны. Щитки-закрылки состоят из четырех частей: двух консольных и двух центропланных, крепятся на петлях и имеют максимальный угол отклонения 50 градусов. Элероны с аэродинамической компенсацией. Состоят из двух частей соединенных между собой через средний узел подвески. Максимальный угол отклонения +23/-18 градусов.
Хвостовое оперение — свободнонесущее. Киль деревянный изготавливался как одно целое с хвостовой частью фюзеляжа. Стабилизатор цельнометаллический технологически состоял из двух несимметричных относительно оси самолета половин. Стабилизатор крепился к фюзеляжу в четырех точках и имел регулировку установочного угла. На руле направления и правой половине руля высоты установлен управляемый триммер.
Шасси — трехстоечное с хвостовым колесом, убираемое в полете. Амортизация основных стоек и хвостовой стойки масляно-пневматическая. Колеса основных стоек оснащались тормозами. Основные стойки крепились к торцевым нервюрам центроплана и убирались в направлении оси симметрии самолета при помощи пневмоцилиндров. На хвостовой стойке устаннавливалось цельнолитое колесо.
Силовая установка — поршневой двигатель водяного охлаждения АМ-35А конструкции А. А. Микулина, мощностью 1350 л. с. Топливо размещалось в фюзеляжном баке емкостью 110 литров и в двух центропланных баках емкостью 151 литр каждый. Воздушный винт трёхлопастный с изменяемым шагом. Диаметр винта 3 м. Сотовый водорадиатор располагался под кабиной пилота.
Вооружение — три синхронных пулемета: два пулемета калибра 7,62 мм, с боезапасом 1500 патронов и один пулемет калибра 12,7 мм, с боезапасом 300 патронов. Управление огнем всех пулеметов — пневматическое от двух гашеток. На каждой консоли крыла установлено по две балки бомбодержателей, на которых можно было подвешивать четыре бомбы общей массой до 220 кг. Под каждой консолью также можно было устанавливать четыре реактивных орудия для стрельбы реактивными снарядами.
Бронирование состояло из бронеспинки толщиной 8 мм.
Бортовое оборудование — радиостанция, генератор постоянного тока и аккумулятор, прицел. Полеты на больших высотах обеспечивал кислородный прибор. Для выполнения учебных полетов на самолете мог устанавливаться фотокинопулемет.

## Тактико-технические характеристики
Приведены данные модификации МиГ-1.
Источник данных: Gunston, Gordon, 1998, p.18; Шавров, 1988.

Технические характеристики
- Экипаж: 1 пилот
- Длина: 8,155 м
- Размах крыла: 10,2 м
- Высота: 3,325 м
- Площадь крыла: 17,44 м²
- Профиль крыла: Кларк YH
- Коэффициент удлинения крыла: 5,97
- Масса пустого: 2602 кг
- Нормальная взлётная масса: 3099 кг
- Масса топлива во внутренних баках: 290 кг
- Объём топливных баков: 404 л
- Силовая установка: 1 × жидкостного охлаждения АМ-35А
- Мощность двигателей: 1 × 1350 л. с. (993 кВт (взлётная))
- Воздушный винт: трехлопастной ВИШ-22Е
- Диаметр винта: 3 м

Лётные характеристики
- Максимальная скорость:  
  - у земли: 486 км/ч
  - на высоте: 657 км/ч на 7200 м
- Посадочная скорость: 141 км/ч
- Практическая дальность: 580 км
- Практический потолок: 12 000 м
- Нагрузка на крыло: 177,7 кг/м²
- Тяговооружённость: 321 Вт/кг
- Длина разбега: 238 м
- Длина пробега: 400 м
- Время набора высоты:
  - 5000 м за 5,9 мин

Вооружение
- Стрелково-пушечное:  
  - 1 × 12,7 мм пулемёт БС с 300 патр.
  - 2 × 7,62 мм пулемёта ШКАС с 375 патр. на ствол
- Боевая нагрузка: 200 кг
- Бомбы: 2 × 50 кг или 100 кг бомбы